# Pandan Blole
Pandan Blole is een bestuurslaag in het regentschap Jombang van de provincie Oost-Java, Indonesië. Pandan Blole telt 1597 inwoners (volkstelling 2010).